# Isperichovo
Isperichovo (bulgariska: Исперихово) är ett distrikt i Bulgarien.   Det ligger i kommunen Obsjtina Bratsigovo och regionen Pazardzjik, i den centrala delen av landet, 110 km sydost om huvudstaden Sofia.
Trakten runt Isperichovo består till största delen av jordbruksmark. Runt Isperichovo är det ganska tätbefolkat, med 124 invånare per kvadratkilometer.